# Georges-François-Marie Gabriel
Georges-François-Marie Gabriel est un peintre et miniaturiste français né à Paris en 1767, où il est mort le 1er janvier 1865.

## Biographie
Georges-François-Marie Gabriel est un élève de Jacques-André Naigeon et de Jean-Baptiste Regnault.  
Parmi ses portraits les plus connus figure celui de Madame de Maintenon, gravé par Mécou, et qui constitue le frontispice de ses mémoires écrits par Lafont d'Aussonne.

Œuvres de Georges-François-Marie Gabriel
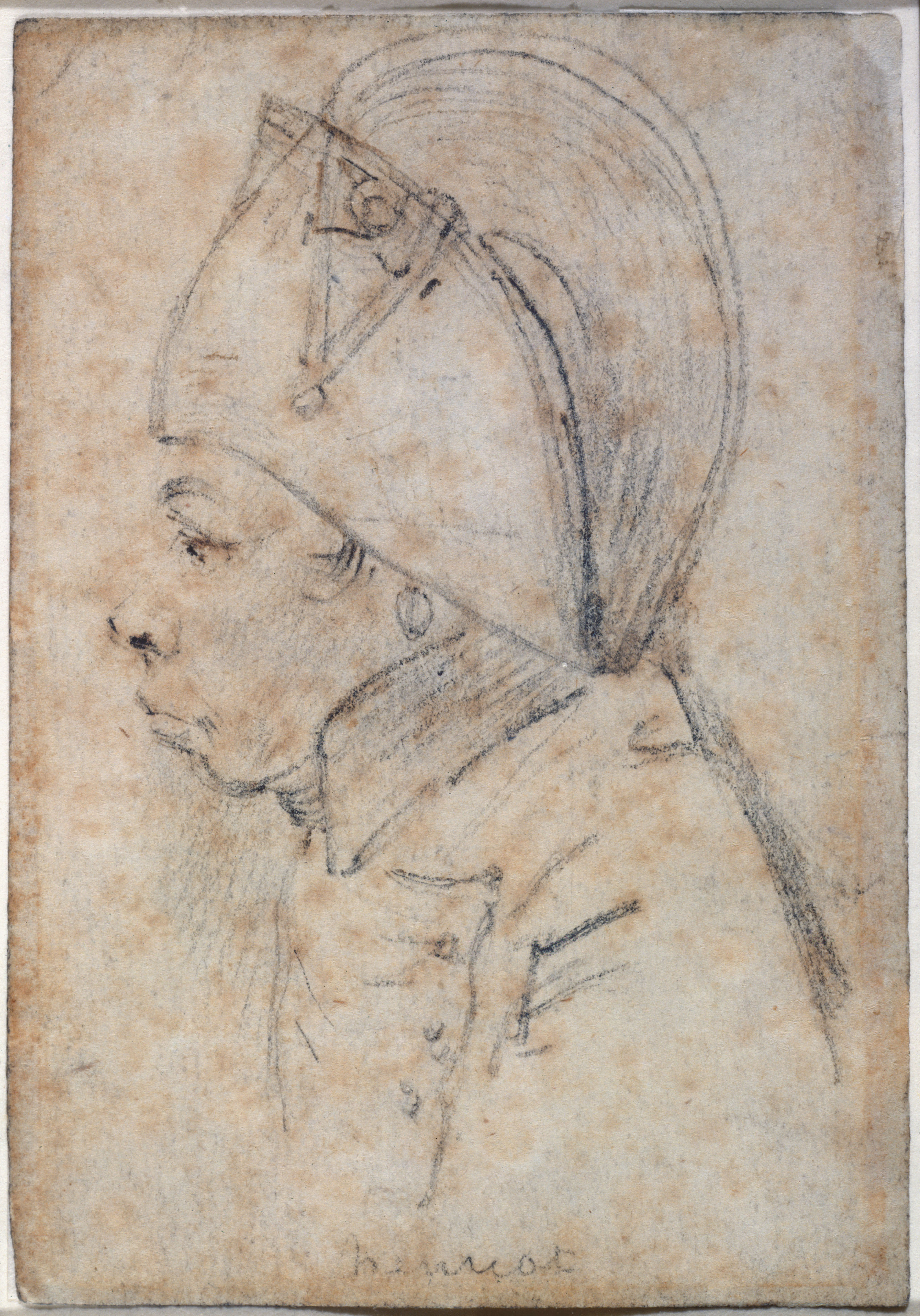
Portrait du général François Hanriot, Paris, musée Carnavalet.
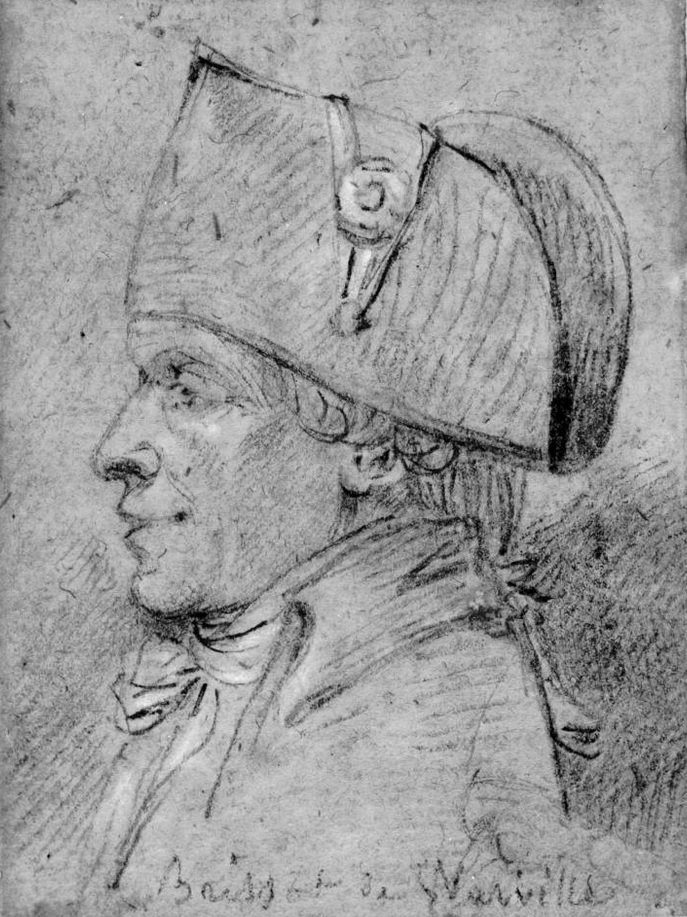
Portrait de Jacques Pierre Brissot, Paris, musée Carnavalet.
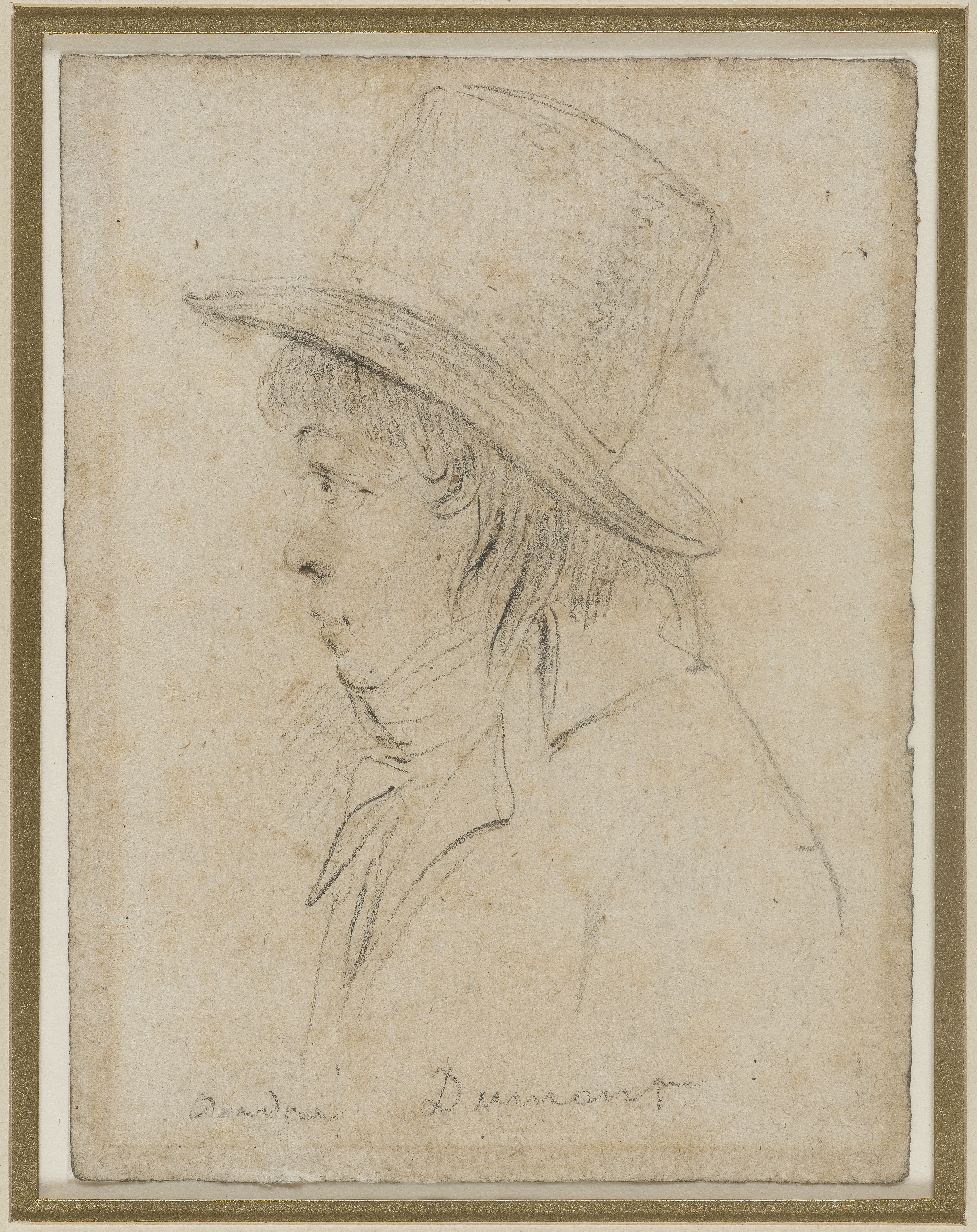
André Dumont, Paris, musée Carnavalet.
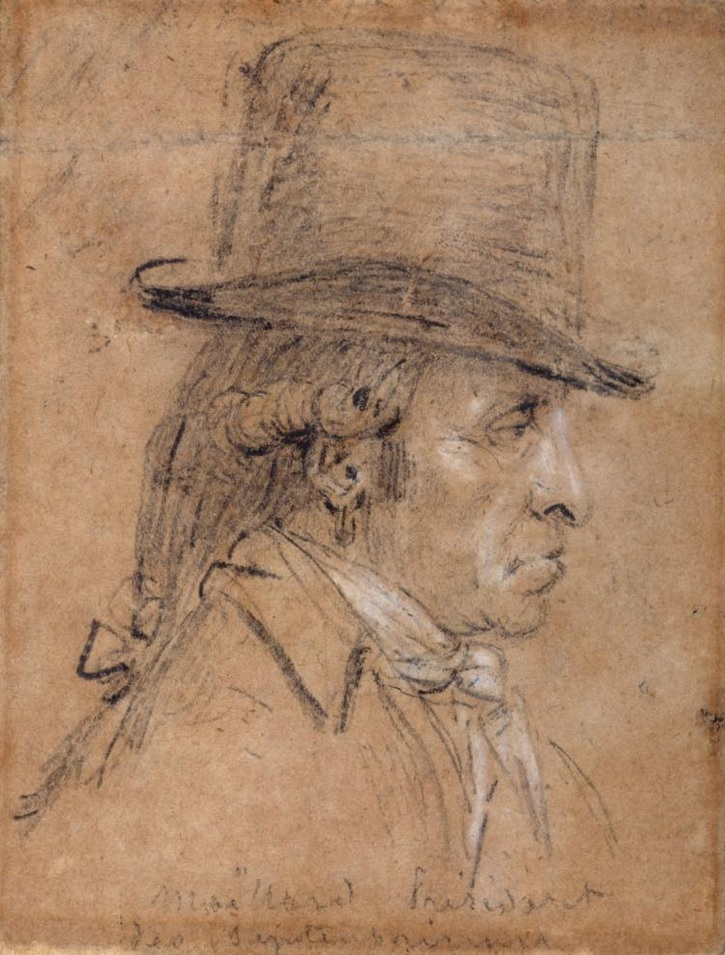
Stanislas-Marie Maillard, Paris, musée Carnavalet.
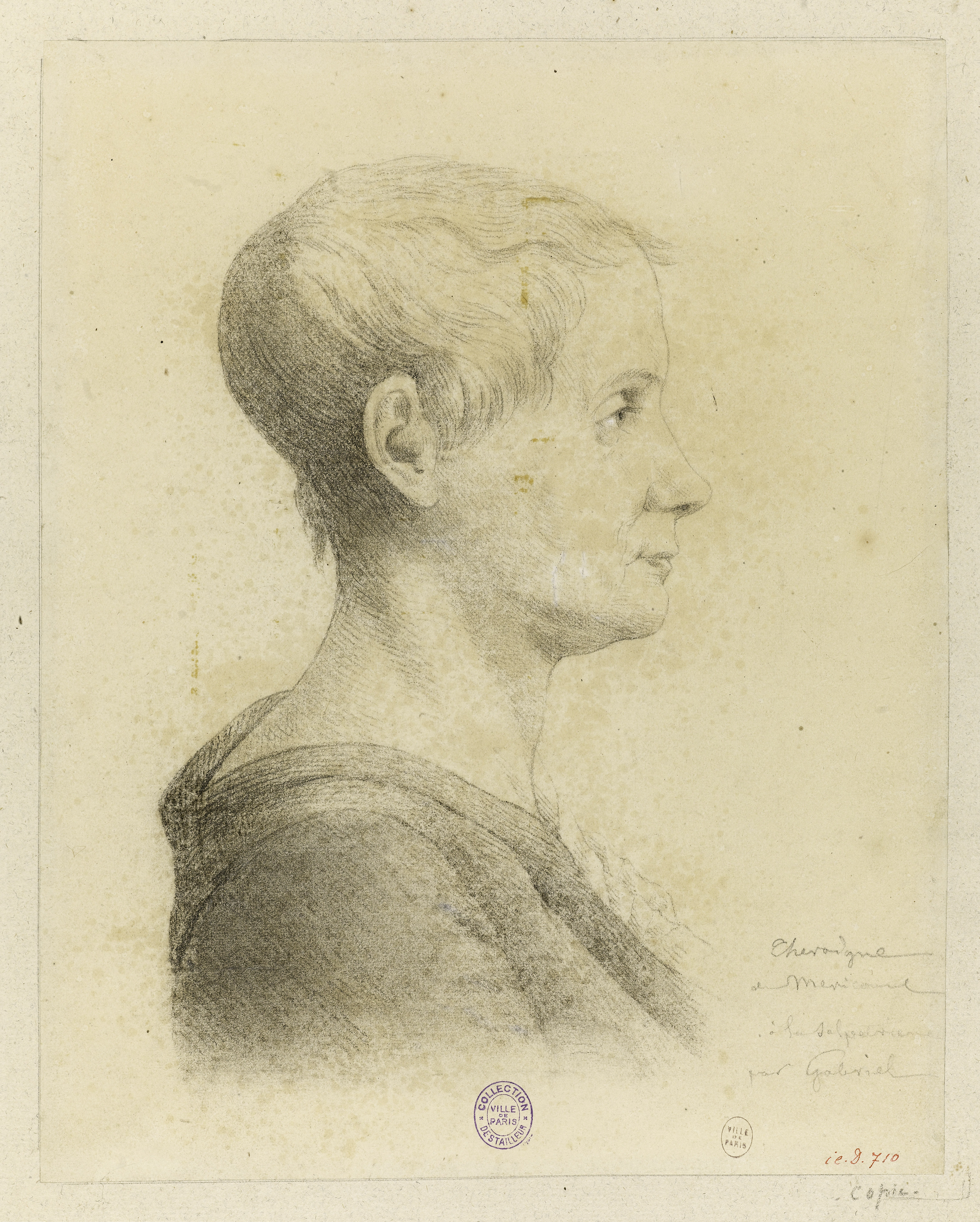
Portrait de Théroigne de Méricourt lors de son internement à la Salpêtrière en 1816, Paris, musée Carnavalet.
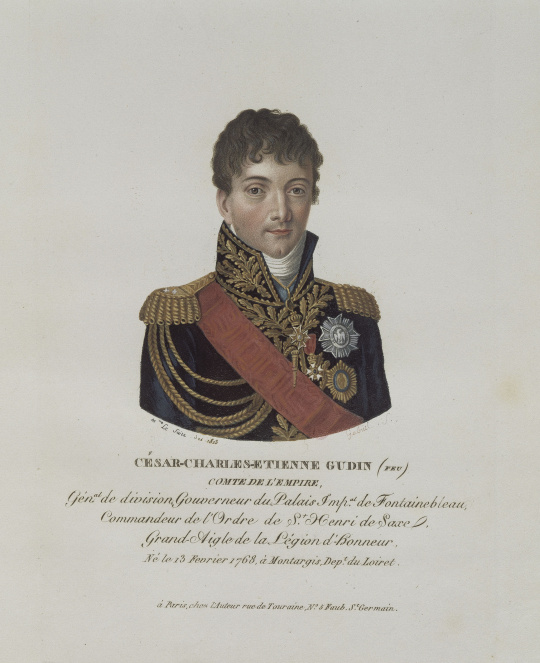
Le Général Gudin, gravure d'après Gabriel, château de Malmaison.
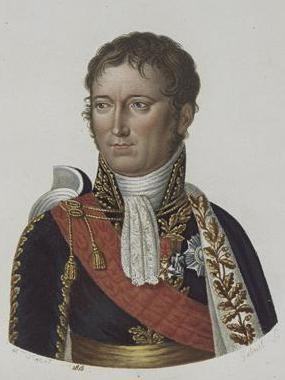
Le Maréchal Édouard Mortier, gravure d'après Gabriel, château de Malmaison.

## Archive
- Têtes d'aliénés dessinées à Charenton, vers 1823, par Georges-François-Marie Gabriel, recueil d'une centaine de portraits destinés à un ouvrage non publié[2].